# 김대오
김대오(1967년 1월 27일 ~ )는 대한민국의 기자이다. 1991년 언론계에 진출한 이래 스포츠 신문, 여성잡지 등 연예 기사를 다루는 거의 모든 매체에 몸담았다. 연예계에는 배국남 기자, 김대오 기자, 서병기 기자 등 영향력있는 연예 기자 3인의 이름을 조합한 ‘배때(대)기’라는 조어(造語)가 널리 퍼져있기도 하다.

## 학력
- 신월국민학교
- 화곡중학교
- 화곡고등학교
- 중앙대학교 예술대학 문예창작학과: 학사, 석사

## 매체 경력
- 비디오/영화 월간 전문지 비디오 플라자 취재기자 : 1991년~
- 여성월간지 주부생활 취재기자 : 1992년~
- 주간 TV정보지 스타채널 취재기자 : 1994년~
- 여성월간지 여성중앙21 취재기자 : 1998년~
- 스포츠투데이 연예부기자 : 2000년~
- 노컷뉴스 방송연예팀 팀장 : 2004년~
- 케이블채널 ETN 연예팀 팀장 겸임 : 2004년~
- 케이블채널 ETN 《생방송 연예뉴스》 진행
- KBS joy 《엔터 뉴스 연예부》 고정 출연
- 오마이뉴스에서 창간한 인터넷 연예전문매체 오마이스타 창간준비팀장[4] : 2011년
- KBS2 《명작스캔들》 패널[5]
- 오마이뉴스의 인터넷 연예전문매체 오마이스타 국장(국장 대우) : 2011년~

## 활동

### 연예 저널리즘 구현
2003년 11월 창간된 노컷뉴스는 민경중 부장과 2004년 새로 확충된 방송연예팀의 김대오 팀장 주도로 연예 저널리즘에 관한 실험을 했다. 기존의 선정적 보도를 배제한 채 사회 문제라는 시각에서 연예 기사를 다뤘고, 이니셜 보도를 삼갔으며, 연예 산업을 특수한 영역으로 여겨 일반 기사보다 낮은 수준의 기자 윤리를 적용하는 관행도 배제했다. 한편, 한국자살예방협회는 무분별한 연예인 자살 보도가 일반인의 자살 충동을 부추길 수 있다는 점 때문에 2008년에 보도 준칙을 제시한 바 있는데, 노컷뉴스는 연예인 자살 기사에 매번 '한국자살예방협회의 보도 준칙을 준수합니다'라는 표어를 붙이며 연예인 자살 기사를 다룸에 있어 다른 언론사와는 다른 모습을 보이기 위해 노력하였다.
2011년 창간된 오마이스타는 김대오 국장의 주도로 저널리즘의 기본을 지키는 연예 뉴스를 지향했는데, 김대오는 '개인적 복수의 칼' 등이 되어버린 연예 언론의 잘못된 보도 행태를 지적하며 그런 연예 언론 지형을 바꾸고자 노력하였다.

### 동방신기 문제
2009년 8월 14일, '동방신기 사태를 통해 본 연예 매니지먼트시스템의 문제와 대안 모색' 긴급토론회가 서울 정동 프란체스코 회관에서 문화연대 주최로 열렸다. 이 자리에는 김대오 노컷뉴스 방송연예팀 팀장, 김원찬 한국가수협회 사무총장, 김은아 동방신기 팬클럽 회원 등 각계 인사 5 명이 참석해 동방신기 사태에 대한 자신의 견해를 밝혔다. 김대오는 세 명의 동방신기 멤버들이 SM엔터테인먼트를 상대로 전속계약 효력정지 가처분 신청을 낸 것과 관련하여 "동방신기가 맺었다는 13년이라는 계약기간에 준비생 기간과 군복무 기간을 합하면 계약기간이 18년 이상이 되기도 한다. 언론에는 알려지지 않았지만 이 문제로 자살시도를 한 아이돌 멤버가 두 명이나 된다. 평범한 학생으로 돌아가고 싶어도 계약기간 때문에 그러지 못하는 경우도 많다. (동방신기 사태는) 이미 예견이 된 사안이다. 동방신기 멤버들이 맺은 계약도 가혹하지만 이보다 더 많은 스타지망생들이 자신의 꿈을 저당 잡힌 채 살아가고 있다. 동방신기가 맺었던 것과 유사한 계약서에 사인하는 청소년들이나 부모들은 또 나타난다. 제2, 제3의 동방신기가 나오지 말란 법은 없다"는 의견을 내놓았다.

### 장자연 문제
2009년 3월 13일,  KBS1 《9시 뉴스》는 이른바 <장자연 문건 복사본>을 공개했다. 당시 해당 문건의 원본을 촬영한 언론사가 두 곳이 있었는데, 그 가운데 하나가 노컷뉴스였고, 노컷뉴스 방송연예팀 팀장은 김대오였다. 노컷뉴스는 KBS와 달리 문건 내용을 공개하지 않았고 대신 그 문건의 존재 사실만을 알렸다. 이에 대해 김대오는 문건 내용을 공개하는 것은 유족이 결정해야 할 문제라고 판단했고, 다만 문건의 존재에 대해서는 뉴스 가치가 있다고 생각했다고 밝혔다. 노컷뉴스 기사에는 장자연이 기입한 주민등록번호와 지장 부분을 손으로 가린 문건 사진이 실렸다. 이후 김대오는 '장자연을 폭행한 혐의 등으로 불구속 기소된 장자연의 소속사 대표 김 모 씨'와 '장자연 문건의 존재를 세상에 알려 명예훼손 등의 혐의로 기소된 모 기획사 대표 유 모 씨'와 관련된 법정에서 증인으로 채택되기도 하였다. 2011년 3월 6일, SBS <8 뉴스>는 이른바 <장자연 편지>를 특종 보도했는데, 2년 전에 발견된 <장자연 문건>의 원본을 확인한 적이 있는 김대오는 국립과학수사연구원의 필적감정이 있기 전에 이미 이 편지들이 위작임을 예측하기도 하였다. 김대오는 <장자연 편지 위작 사건>과 관련하여, "2009년에 이어 2년이 지난 지금까지 이러한 혼란이 반복되는 것은 장자연 사건의 본질에 대한 의혹이 말끔히 해소되지 않았기 때문이다. 장자연 씨가 남긴 문건의 모호성을 감안하더라도 경찰과 검찰이 의지만 있었다면 장자연을 농락한 연예계의 권력집단을 충분히 파악해낼 수 있었다. 수사당국은 혐의점이 있는 권력층 인사들을 제대로 조사하지 않았다. 위작 편지같은 혼란이 반복되지 않기 위해서, 아니 무엇보다 연예계 권력집단의 탐욕에 짓밟힌 장자연과 같은 연예인이 다시 나오지 않기 위해서 지금부터라도 철저한 재수사가 필요하다"라고 논평하기도 하였다.

### 배우최진실에 대한 여론조작
김대오는 2010년 11월 20일 SBS 《그것이 알고 싶다》, 2013년 5월 24일 MBN 《아궁이》, 2014년 9월 30일 TV조선 《대찬인생》, 2016년 10월 24일 채널A 《풍문으로 들었소》 등에 출연하여 최진실의 명예를 훼손하는 행동을 했다고 주장하는 사람들이 있으나 그 근거를 정확하게 밝히고 있지 않다.

## 관련 서적
- 이여영. 《일등이 아니어도 괜찮아》. 브레인스토어. 2010년. ISBN 9788994194127